# 니쿠마키 오니기리

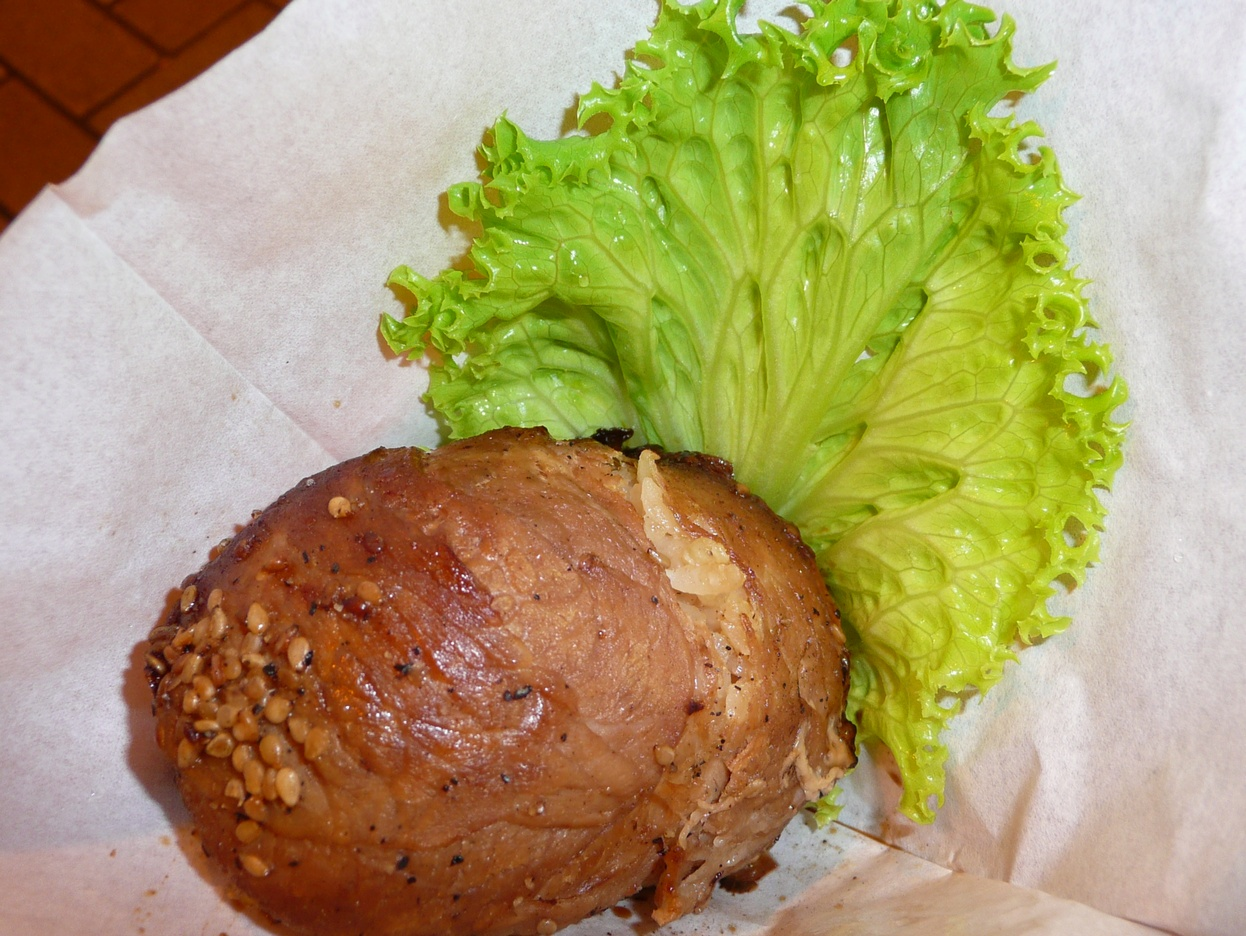
원조 니쿠마키 본점의 니쿠마키 오니기리

니쿠마키 오니기리(일본어: 肉巻きおにぎり)는 오니기리 중 하나이다. 돼지고기를 간장 소스에 담갔다가 밥에 감아 오븐에 넣고 천천히 구운 것이다. 전문점에서 주문하면 대개 상추와 함께 제공된다. 미야자키현에서 발상한 것으로 알려져 있으며 일명 "B급 구르메"로 불리는 요리들 중 하나이다.

## 역사
니쿠마키는 일본 미야자키에서 식당을 운영하던 야마구치 신이치 씨가 직원들이 시간이 부족해 식사를 제대로 못 하는 것을 염려해 영양가있고 간편한 식사를 만들면서 시작되었다. 처음에는 직원들 식사와 몇몇 단골손님들에게 특별 메뉴로 제공되었지만, 점점 더 많은 손님들이 니쿠마키를 찾게 되면서 1997년에 본격적으로 니쿠마키 전문점인 니쿠마키 혼포를 시작하였다.

## 평가
니쿠마키는 니혼TV에서 방송된 B급 구르메 그랑프리에서 대상을 일본에서 가장 권위있는 요리 대회 중 하나인 전일본반찬도시락대상에서 준대상을 수상하면서 치킨난방, 지도리 등과 함께 자타가 공인하는 미야자키를 대표하는 B급 구르메로 사랑을 받고 있다.

## 같이 보기
- B급 구르메